# Saint-André-de-Boëge
Saint-André-de-Boëge è un comune francese di 598 abitanti situato nel dipartimento dell'Alta Savoia della regione dell'Alvernia-Rodano-Alpi.

## Società

### Evoluzione demografica
Abitanti censiti